# Gamajoencultuur
De Gamajoencultuur (Russisch: Гамаюнская культура) is een archeologische cultuur van de Trans-Oeral aan het einde van de bronstijd en het begin van de ijzertijd. De eerste vondsten werden ontdekt in de omgeving van Jekaterinenburg. De cultuur werd voor het eerst beschreven in de jaren vijftig door Jelizabeta Bers en Konstantin Salnikov.
De dragers van de cultuur gebruikten zowel kuilwoningen als enigszins op tsjoemen lijkende gebouwen als woningen. Onder de artefacten is onder andere aardewerk bekend, maar stenen werktuigen komen het meeste voor.
De Gamajoencultuur was gerelateerd aan de archaïsche culturen van het noorden, van de Petsjora tot de  beneden-Jenisej, zoals de Atlymcultuur.
Aanvankelijk waren het jagers en vissers van de taiga, maar onder invloed van de naburige volkeren van de Ananjinocultuur beheersten ze de productie'economie in de vorm van paardenfokkerij en metallurgie (brons en ijzer).